# Arena Vänersborg

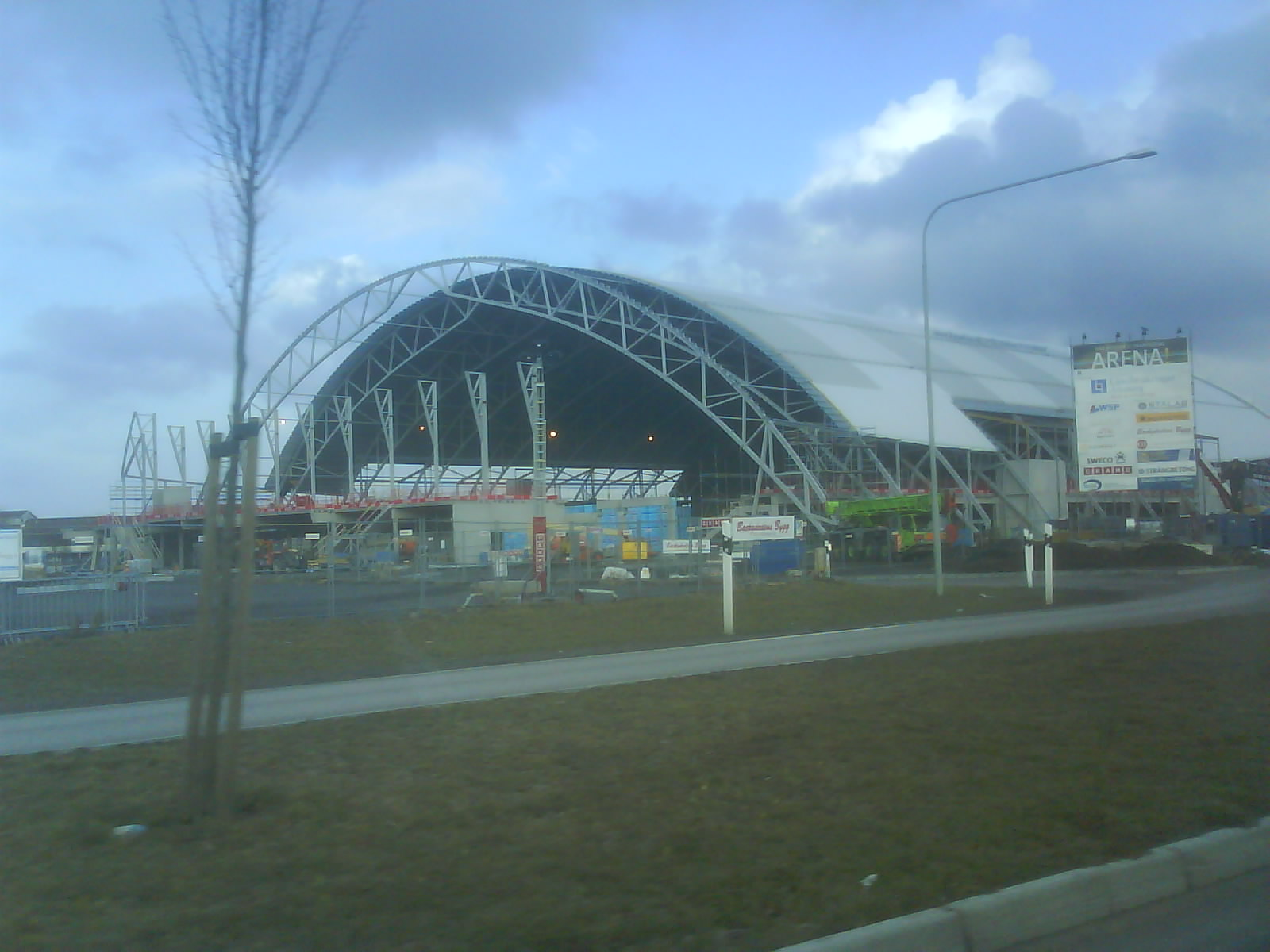
Arena Vänersborg, 28 mars 2009.

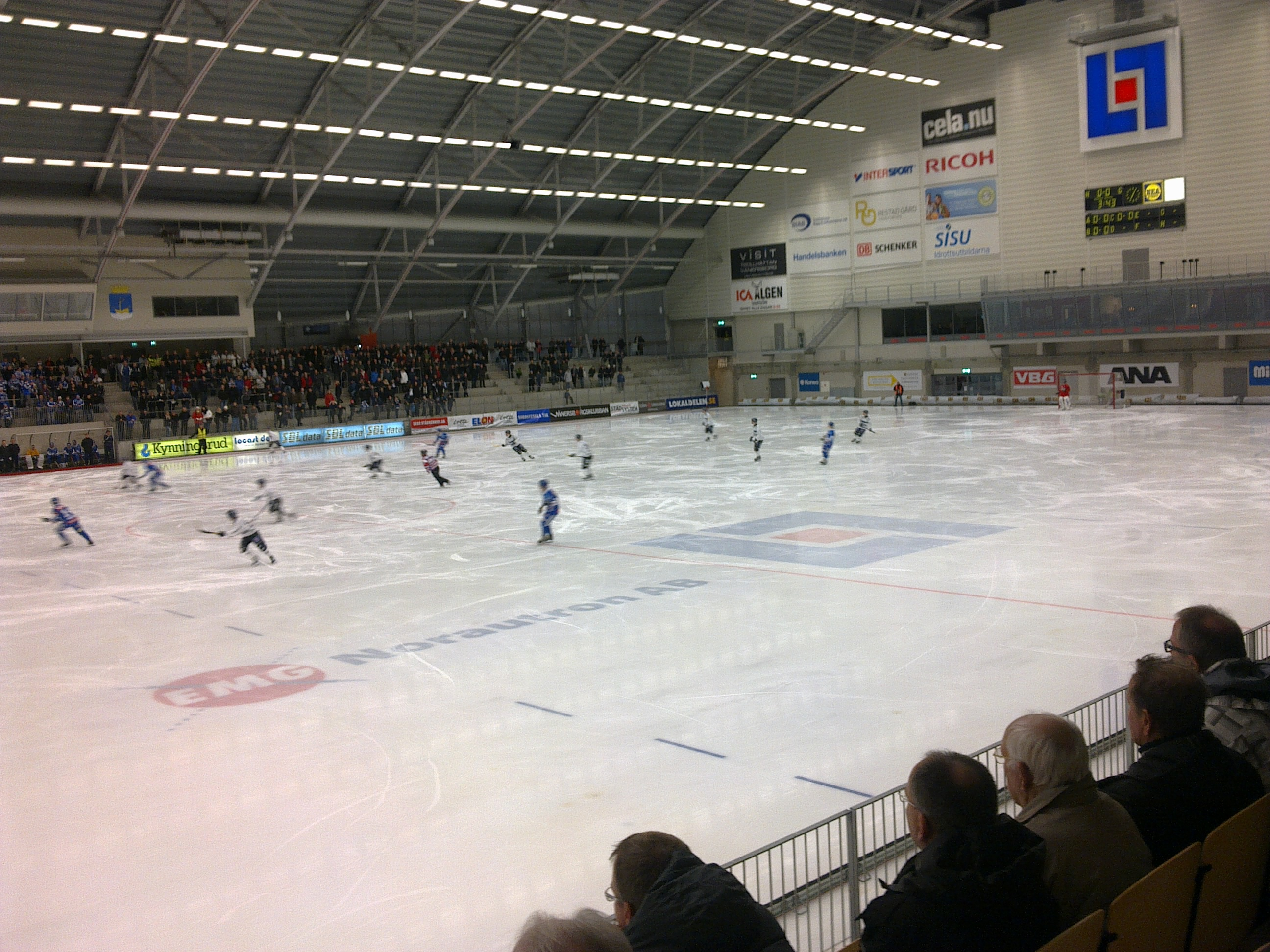
Arena Vänersborg, 12 november 2010.

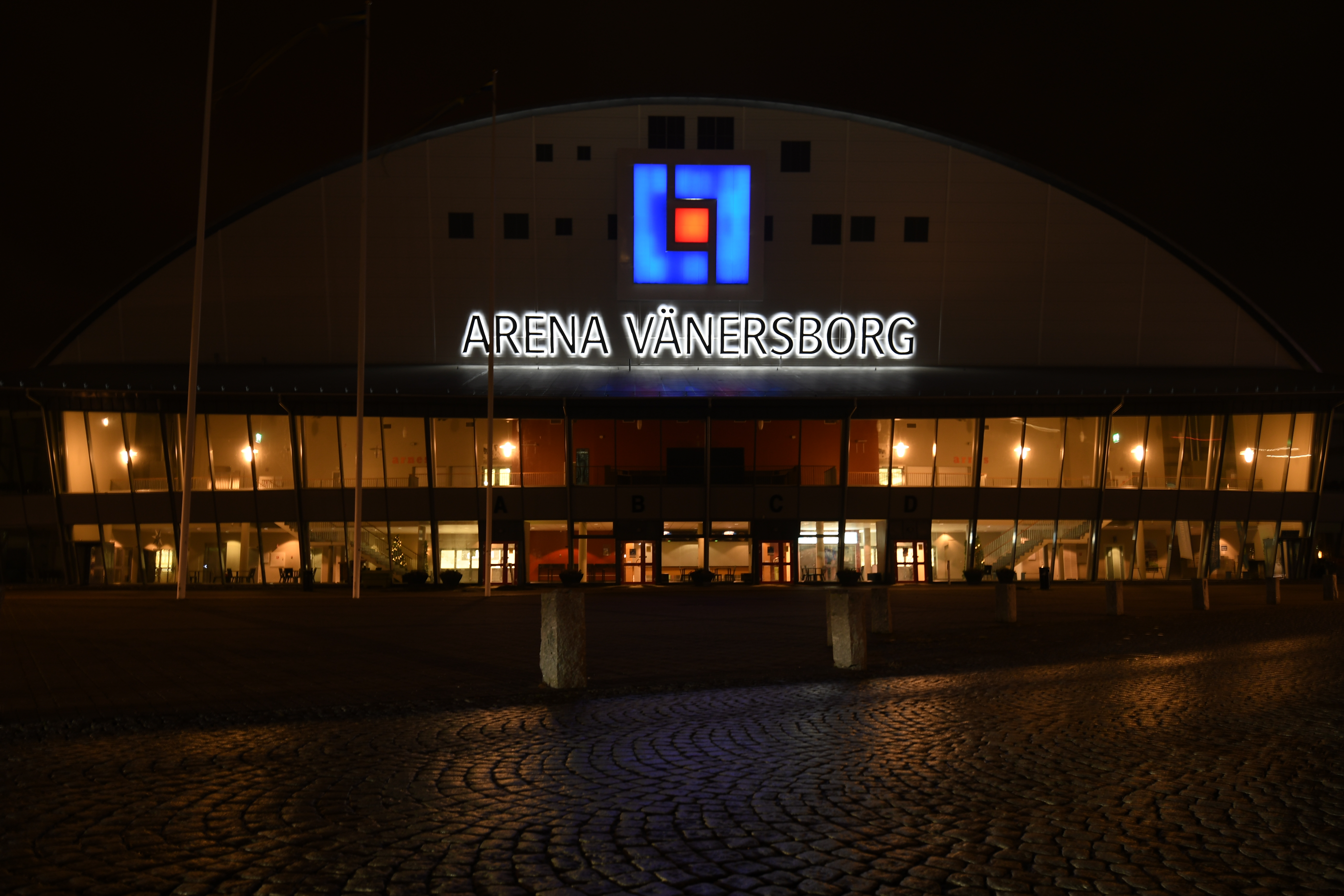
Arena Vänersborg, kvällstid, december 2018.

Arena Vänersborg är en inomhushall för bland annat bandy, vid idrottscentrum i Vänersborg. Den i slutet av september 2009, några månader senare än förväntat.  

## Användning
Arena Vänersborg är tänkt att användas för olika typer av evenemang. Det första evenemanget var motormässan Westcoast Motorshow arrangerad av Vänersborgsföretaget Eventfabriken. Det har även arrangerats dansgalor, bo-mässa, idrottsmässor och Ladies Night. Vintertid kommer den att användas främst som ishall med plats för träning och matchspel i bandy. Den 4 mars 2009 slöts ett avtal mellan arenans ägare Vänersborgs kommun och den lokala bandyklubben IFK Vänersborg angående hur driften av arenan skall skötas. IFK Vänersborg kommer att ha rättigheter att bedriva viss verksamhet i arenans lokaler (restaurant, kiosker m.m.) samt kunna hyra ut istider till tredje part. Vänersborgs isstadion som fram till säsongen 2008/2009 fungerat som hemmaplan för Vänersborgs samtliga bandyklubbar (IFK Vänersborg, Blåsut BK samt Vargöns BK) kommer efter Arena Vänersborgs uppförande fortsätta att användas.

## Plats i stadens idrottscentrum
Arena Vänersborg byggdes i direkt anslutning till området "Sportcentrum", med fotbollsarenan Vänersvallen, hockeyhall, tennishallar, handbollshall, bowlinghall, befintlig bandystadion etc. Denna närhet har möjliggjort att överskottsvärme från Arena Vänersborgs kylsystem kan användas för att värma upp den närliggande fotbollsplanen Vänersvallen, vilken försågs med konstgräs 2008.

## Byggstart
Den 13 december 2007 beviljade Vänersborgs kommuns byggnadsnämnd, enigt, bygglov.
Den officiella byggstarten skedde måndagen den 28 april, då Riksidrottsförbundets ordförande Karin Mattsson inledde arbetet genom att starta den pålning som skall förankra hallens grund.
I samband med byggstarten i april 2008 uppdagades det att marken som arenan planlagts på var kontaminerad med ferrokalk.

## Raset
Den 20 februari 2010 rasade 100 m2 av taket in på grund av stora snömassor. Ingen människa kom till skada. Arbetet med att reparera skadorna pågick under en månad och slutfördes den 24 mars 2010.

## Kontroverser kring projektet
Arenabygget vållade stor debatt i Vänersborgs kommun och Nätverket för folkomröstning om Arena Vänersborg samlade in över 2 000 namnunderskrifter med krav på folkomröstning om bygget. Kommunfullmäktige i Vänersborg röstade 19 december 2007 nej till folkomröstning.
Projektet blev också mer än 100 miljoner kronor dyrare än vad kommunfullmäktige godkände och vid en presskonferens den 8 september 2009 meddelades att den senaste prognosen var 234 miljoner kronor. Beskedet ledde till att arenaprojektets ordförande S Anders Larsson polisanmäldes för trolöshet mot huvudman, samt till att Vänersborgs kommun polisanmäldes för samma brott och grov förskingring Förundersökningen lades dock ned. WSP Management, som samordnat och lett projektet, beräknade därefter slutkostnaden till 275 miljoner kronor. Kommunens revisorer uttalade sig kritiskt och beslutade att inleda en utredning. Revisorerna ansåg att ledamöterna i barn- och ungdomsnämnden inte skulle beviljas ansvarsfrihet, vilket även beslutades av kommunfullmäktige den 19 maj 2010 . Kommunen valde även att polisanmäla konsultbolaget WSP.

## Arrangemang
Arenan var huvudarena för bandy-VM för herrar 2013. Arrangemanget uppskattades och var en anledning till att arenan utsågs till Årets bandyarena samma år. Den var åter huvudarena för bandy-VM för herrar 2019.